# Nedertjärnen (Borgsjö socken, Medelpad)
Nedertjärnen är en sjö i Ånge kommun i Medelpad och ingår i Ljungans huvudavrinningsområde. Sjön är 20 meter djup, har en yta på 1,08 kvadratkilometer och befinner sig 214 meter över havet. Sjön avvattnas av vattendraget Täljeån. Vid provfiske har abborre, gers, lake och öring fångats i sjön.

## Delavrinningsområde
Nedertjärnen ingår i det delavrinningsområde (694288-149946) som SMHI kallar för Utloppet av Nedertjärnen. Medelhöjden är 285 meter över havet och ytan är 11,19 kvadratkilometer. Räknas de 3 avrinningsområdena uppströms in blir den ackumulerade arean 64,06 kvadratkilometer. Täljeån som avvattnar avrinningsområdet har biflödesordning 2, vilket innebär att vattnet flödar genom totalt 2 vattendrag innan det når havet efter 106 kilometer. Avrinningsområdet består mestadels av skog (82 procent). Avrinningsområdet har 1,06 kvadratkilometer vattenytor vilket ger det en sjöprocent på 9,5 procent.